# Apostrof in de Nederlandse spelling
De apostrof (of het weglatingsteken) is een leesteken. Voor het gebruik van de apostrof bestaat een aantal Nederlandse spellingregels.

## Meervoud
De apostrof wordt gebruikt bij de meervouds-s van woorden die eindigen op a, e, i, o, u of y, voorafgegaan door een medeklinkerletter of lettergreepgrens. (De e moet klinken als /ee/.)
opa’s, azalea’s, ave’s, ski’s, auto’s, accu’s, baby’s.
Op grond van deze regel krijgen de volgende woorden dus geen apostrof.
lentes (de e klinkt hier niet als /ee/.)
abonnees (voor de eind-e staat een klinker.)
procedés, communiqués (hier staat een é.)
essays, bureaus (voor de y staat een klinker.)

## Genitief

### Apostrof en s
De apostrof wordt gebruikt voor de bezits-s van woorden die eindigen op a, e, i, o, u of y, voorafgegaan door een medeklinkerletter of op de grens van een nieuwe lettergreep. (De e moet klinken als /ee/, maar de é met accent krijgt geen apostrof.)
- opa’s huis
- Antigone’s (deze e klinkt als /ee/) broer
- Leo’s auto
- baby’s kleertjes
- Castro’s redevoering (uitgaande van de Nederlandse uitspraak van de o)

### Alleen een s
Op grond van deze regel krijgen woorden als broer en namen als Annette geen apostrof:
- mijn broers probleem
- Annettes vraag
- Aimés antwoord
- Argentiniës economie
- Kinseys onderzoek
- Saint-Tropezs stranden[1]
- Georges boek (van een Duitser die George heet)[2]
- Sarahs dochter

Hieronder valt ook de Engelse th. Men gaat ervan uit dat de meeste Nederlandstaligen die klank correct uitspreken, dus niet als /s/. Het is dus geen sisklank:
- Michael W. Smiths liederen.

### Alleen een apostrof
Als bij een bezitsvorm de naam eindigt op een sisklank, wordt de apostrof gebruikt in plaats van de tweedenaamvals-s. De notatie van die sisklank is daarbij van geen belang. Sisklanken zijn: /s/, /z/, /sj/, /zj/, /tsj/, /dzj/.
- Smits’ gelijk (van Smits, niet van Smit)
- Strijbosch’ huis
- Alex’ buren
- Strauss’ voorouders
- Bush’ presidentschap
- Paige’ jurk
- Alice’ boek
- George’ boek (als George geen Duitser is)[2]
- Georges’ boek (van een Fransman die Georges heet)

Voor de Spaanse z bestaat geen regel. De uitspraak in continentaal Spanje is gelijk aan de Engelse th, maar de meeste Nederlandstaligen spreken die eindletter als /s/ uit. Dat geeft dan:
- Fernández’ gedichten

Eindigt de naam op een s die niet wordt uitgesproken, dan wordt ook alleen een apostrof geschreven:
- Charles’ autoriteit

## Verkleinwoorden
De apostrof wordt gebruikt in verkleinwoorden van woorden die eindigen op een u die klinkt als /oe/, of op een y voorafgegaan door een medeklinkerletter.
haiku’tje, tiramisu’tje, baby’tje, lolly’tje, pony’tje (maar displaytje vanwege de klinker voor de y).
Als een woord eindigt op a, e, o of u voorafgegaan door een medeklinkerletter of lettergreepgrens, wordt de laatste letter doorgaans verdubbeld. (Met de e is de /ee/ bedoeld.) De i wordt in deze positie geschreven als ie.
opaatje, azaleaatje, aveetje, autootje, accuutje, skietje.
Bij sommige Franse leenwoorden verandert het grondwoord: aspirientje, depootje (Groene Boekje: depotje), logeetje, machientje, sardientje (maar: souvenirtje).
Bij woordafbreking vervalt de apostrof of verdubbelde klinker:
| baby- tje |  | auto- tje |

## Cijfer- en letterwoorden
De apostrof wordt gebruikt in afleidingen van cijfer- en letterwoorden (acroniemen).
A4’tje, 65+’er, BRT’er, tv’s, cd’tje.
In letterwoorden die niet als zodanig herkenbaar zijn, wordt geen apostrof gebruikt:
elpees, radars, lasers, sonartje.
In samenstellingen met cijfer- en letterwoorden komt een liggend streepje:
tv+programma wordt tv-programma, maar tv+tje (afleiding) wordt tv’tje.

## Apostrof als weglatingsteken
De apostrof wordt ook gebruikt om aan te geven dat er letters zijn weggelaten in een woord (grafische inkorting of nabootsing van spreektaal).
A’dam (Amsterdam), d’r (haar), m’n (mijn), ’s morgens (des morgens), onnavolgb’re (onnavolgbare), dierb’re (dierbare), ’m (hem), 's (eens).
Echter niet altijd wanneer cijfers worden weggelaten, bijvoorbeeld: de jaren 90. Wel in: de periode ’40-’45

## Werkwoorden met afkorting
Bij een aantal verbogen vormen van werkwoorden die uit een afkorting bestaan, wordt een apostrof gebruikt om de afkorting af te zonderen:
ge-sms’t, sms’te, gsm’en